# De vilde svaner (film fra 2009)
 For alternative betydninger, se De vilde svaner. (Se også artikler, som begynder med De vilde svaner)
De Vilde Svaner er en film instrueret af Peter Flinth og Ghita Nørby efter manuskript af Jesper W. Nielsen og Dronning Margrethe 2., baseret på H.C. Andersens eventyr De Vilde Svaner. Margrethe 2. lavede desuden scenografi og kostumedesign til filmen.

## Handling
Den lille prinsesse Elisa lever lykkeligt med sine 11 brødre, da deres far, Kongen, gifter sig igen. Kongen er forblændet af den nye Dronnings skønhed og trolddomsmagt, så han sender Elisa bort, samtidig med, at Dronningen forvandler brødrene til svaner. Med hjælp fra en gammel kone genfinder hun sine brødre, der nu er svaner om dagen, men mennesker om natten. Hun vil gøre alt for at frelse sine brødre. Feen Fatamorgana viser hende i en drøm, hvordan hun skal sy 11 panserskjorter af nældehør, for at de kan få deres menneskeskikkelse igen. Men indtil det er sket, må hun være stum.

## Medvirkende
- Stine Fischer Christensen - Elisa
- Jens Jørn Spottag - Kongen
- Benedikte Hansen - Dronningen
- Ghita Nørby - Fatamorgana / Den gamle kone
- Søren Sætter-Lassen - Ærkebiskop
- Thure Lindhardt - Prins Albrecht
- Helle Hertz - Berthe
- Mads M. Nielsen - Den unge konge
- Mads Hjulmand - Prins Eberhard
- Frej Spangsberg Lorenzen - Prins Konrad
- Emma B. Marott - Unge Elisa
- Heidi Ryom - Lamia

Dronning Margrethe har også en lille rolle som statist i filmen. Hun optræder sammen med andre statister som pøbel i den scene, hvor prinsesse Elisa skal henrettes.